# Vrouw met parelsnoer
Vrouw met parelsnoer is een schilderij uit 1662-1665 van de Delftse kunstschilder Johannes Vermeer (1632-1675). Het is in het bezit van de Gemäldegalerie in Berlijn.

## Beschrijving
De fascinatie van Johannes Vermeer met parels komt ook in dit werk naar voren. Als geen ander wist hij de zachte glans van deze sieraden op het doek vast te leggen. Iconografisch zijn parels op verschillende manieren te duiden. Enerzijds worden de kostbare sieraden geassocieerd met ijdelheid en wereldlijke verlangens; anderzijds staan ze vanwege hun smetteloze glans symbool voor geloof, zuiverheid en maagdelijkheid. De spiegel aan de wand heeft eveneens tegengestelde betekenissen: trots maar ook waarheid en zelfkennis. Vermeer laat de kijker in het ongewisse over zijn bedoelingen, maar de serene uitdrukking op het gezicht van de vrouw en het binnenvallende licht geven wel een positieve uitstraling aan het schilderij.
De vrouw in het schilderij is mogelijk Vermeers echtgenote Catharina. Op de inventarislijst van zijn bezittingen uit 1676 staat namelijk ook Eene gele zatijne mantel met witte bonte kanten vermeld. Dit jasje is in nog vijf andere schilderijen van Vermeer te zien.
Röntgenfoto's hebben aangetoond dat er oorspronkelijk een landkaart van de Zeven Provinciën op de muur achter de vrouw was geschilderd. Kennelijk was Vermeer tijdens het schilderen tot de conclusie gekomen dat hij een dergelijk bindmiddel niet nodig had voor zijn compositie. In plaats daarvan schilderde Vermeer een kale, gepleisterde muur, mogelijk geïnspireerd door zijn voorbeeld Carel Fabritius (1622-1654).

## Eigenaren
Vrouw met parelsnoer maakte in 1696 deel uit van de veiling van de kunstcollectie van Jacob Dissius († 1695). Dissius was de schoonzoon van Vermeers mecenas Pieter van Ruijven (1624-1674) die een groot deel van het werk van Vermeer had verworven. In 1809, 1811 en 1856 werd het schilderij verhandeld op veilingen in Amsterdam. De Franse kunstcriticus Étienne-Joseph Théophile Thoré (1807-1869) verwierf Vrouw met parelsnoer in 1866. Thoré was de drijvende kracht achter de herontdekking van het werk van Vermeer in de negentiende eeuw. Hij omschreef Vrouw met parelsnoer als 'verrukkelijk'. In 1868 verkocht Thoré het schilderij door aan de Duitse industrieel en kunstverzamelaar Barthold Suermondt. De Gemäldegalerie in Berlijn kocht in 1874 het grootste deel van de kunstcollectie van Suermondt, waaronder Vrouw met parelsnoer.
Diana en haar nimfen · Christus in het huis van Martha en Maria · De koppelaarster · Slapend meisje · Brieflezend meisje bij het venster · Het straatje · De soldaat en het lachende meisje · Het melkmeisje · Het glas wijn · Dame en twee heren · Onderbreking van de muziek · Gezicht op Delft · De muziekles · Brieflezende vrouw in het blauw · Vrouw met weegschaal · Vrouw met waterkan · De luitspeelster · Vrouw met parelsnoer · Schrijvende vrouw in het geel · Meisje met de rode hoed · Meisje met de parel · Het concert · Allegorie op de schilderkunst · Meisjeskopje · Dame en dienstbode · De astronoom · De geograaf · De kantwerkster · De liefdesbrief · De gitaarspeelster · Schrijvende vrouw met dienstbode · Allegorie op het geloof · Staande virginaalspeelster · Zittende virginaalspeelster
Omstreden toeschrijvingen: Sint Praxedis · Zittende vrouw aan het virginaal · Meisje met de fluit